# Alejandro Foglia
Alejandro José Foglia Costa (ur. 30 stycznia 1984 w Montevideo) – urugwajski żeglarz. Startuje w klasie Laser.
Podczas Letnich Igrzysk Olimpijskich w Pekinie w 2008 roku był chorążym urugwajskiej reprezentacji.